# ZETA
ZETAは、ドイツのyellowTABがBe社のBeOSをベースとして開発したオペレーティングシステム。

## 概要
ZETAはBeOSを最新に保つプロジェクトであり、新たなハードウェアをサポートし、Be社が2001年に開発を中止してから他のOSで導入された新機能に追随していた。新機能としては、USB 2.0サポート、シリアルATAサポート、Sambaサポート、新たなメディアプレイヤー、システムコンポーネントの国際化などがある。Haikuや他のオープンソースプロジェクトとは異なり、ZETA は実際の BeOS のコードベースを使っており、クローズドソースである。
ZETA は、従来の商用BeOSとZETAのソフトウェア市場を維持し、新規アプリケーションが供給される状態を維持する役目を担っていた。しかし、最初のリリースで予定されていた機能の一部が実現していない点を批判されたこともある（Java 1.4.2 とODBCサポートなど）。また、BeOSで既知だったバグが直っていない点、yellowTABが大幅な更新を加えるようなソースコードへのアクセス権を持っていたのかという疑問なども指摘された。
また、開発者からはメッセージングシステムに文書化されていない変更を加えた点で非難された。この修正はコードのコンパイルに影響し、Mozillaなどでは最適化コンパイルができなくなった。
yellowTAB は主にドイツでZETAを販売した。インフォマーシャルによる通信販売が行われた。日本でも販売されている（BeOSの項を参照）。magnussoftも販売中止以前は直販が主だった。

## 中止
yellowTABの財政状況が悪化したため、有志が集まって ZETA の開発を続け、magnussoftから販売されていた。2007年2月28日には最新版の1.5が発売された。同年3月28日、magnussoft は売り上げ不振を理由に3月16日でZETA開発への資金提供を中止したことを発表した。そのため、プロジェクトは経済的に立ち行かなくなった。数日後、ZETAがBeOSの海賊版であるとの訴えがあったため、同社はZETAを販売中止とした。

## バージョン履歴
| Zeta バージョン            | リリース日     | 説明 |
| -------------------------- | -------------- | --- |
| Release Candidates RC1-RC4 | 2004年10月15日 | 正式版 1.0 が完成する以前の Release Candidates (RC)。USBを含めた新規ハードウェアサポート。RC3 が2004年6月9日、RC4 が2004年10月15日のリリースであった。RC4では新規ハードウェアサポートが強化され、新しいメディアプレイヤーも追加された。 |
| Zeta 1.0                   | 2005年6月24日  | CeBIT（2005年3月）で展示された。Windows XP のようなアクティベーションが必要であった。登録キーを入手して、それとCDのシリアル番号を入力する必要があった。 |
| Zeta 1.1                   | 2005年10月17日 | USBドライブからのブートが可能になった。デュアルコア型プロセッサもサポート。 |
| Zeta 1.2                   | 2006年4月22日  | yellowTABが事実上の倒産状態となってからリリースされた。シリアルATAを完全サポートし、Yahoo! Messengerを利用可能にした。 |
| Zeta 1.21                  |                | magunussoft から最初にリリースされたバージョンで、こちらによれば ZETA 1.2 のマイナーアップグレード版である。2006年9月7日から予約受け付けが開始され、9月25日にダウンロード可能なLive CDがリリースされた。ZETAユーザーは10ユーロでアップグレードCDを注文可能。 magnussoft の Rene Weinert のインタビューによれば、magnussoft はZETAの販売権しか持たず、開発は yellowTAB のCEO だった Mr. Bernd Korz 率いる個人のチームが行っていた。このインタビュー以前は、magnussoft が開発を継承したと考えられていた。 |
| Zeta 1.5                   | 2007年2月28日  | Sambaクライアント、WilmaCon、AudioTagger、マルチユーザーサポート、インテル Extreme x9xx サポート、各種ドライバサポート、バグ修正。実際には R1.21 のアップグレード。 |

## 批判
ZETAとyellowTABは数々の論争にさらされてきた。特にyellowTABがBeOSのソースに法的なアクセス権を持っているか、ZETAの合法性が問題とされてきた。ZETA はソースコードへのアクセスなしでは開発できなかっただろう。しかし、依然としてyellowTABが合法なコードへのアクセス権を持っていたかについては疑問がある。
さらに、ZETAはBeOSを進化させたものとは言えず、単に不完全なOSにサポートもないサードパーティのアプリケーションを追加しただけだという批判もある。最初のZETAについてはこの批判は正しい。ZETAに大きな期待を抱いたBeOSコミュニティはそれに失望した。
しかし、yellowTABが最も批判された部分は、真実かどうか確認できない事柄を主張する点にあった。yellowTAB は（JavaやODBCなど）実装されることのなかった開発を発表しただけでなく、実装されている機能を実際以上に優れたものと発表する傾向があった（例えば、MS Officeとの互換性）。このため、ドイツの通販番組で売られたZETAは返品率が高く、そのために通販番組による販売は中止となった。
また、BeOSコミュニティはZETAのフリー版がmagnussoftからリリースされなかった点も問題にした。Be社はBeOS Personal Edition を無料で提供し、購入前にBeOSを試すことができた。試用版がないため、ZETAを購入するのは BeOSのかつての利用者に限られた。ただし、Students Editionは存在し、49ユーロで販売されていた。

## 販売中止
2007年4月5日、Magnussoftは販売中止を公表した。